# پریتیکینسکایا
پریتیکینسکایا (به لاتین: Pritykinskaya) یک منطقهٔ مسکونی در روسیه است که در استان آرخانگلسک واقع شده‌است.